# Dreams (píseň, The Cranberries)
„Dreams“ je píseň poprockové kapely The Cranberries z roku 1992. Jejími autory jsou Dolores O'Riordanová a Noel Hogan. Jedná se o debutový singl skupiny, v roce 1993 se píseň objevila na jejím prvním albu Everybody Else Is Doing It, So Why Can't We?. Po smrti Dolores O'Riordanové v lednu roku 2018 „Dreams“ zařadila internetová verze amerického hudebního časopisu Billboard mezi nejlepší písně všech dob.
V domovském Irsku se píseň umístila nejvýše na devátém místě hitparády. V roce 2016 dosáhla rekordu tří milionů přehrání v amerických rádiích. Nahrávka zazněla například v americkém filmu Láska přes internet nebo seriálu My So-Called Life. V roce 2017 se akustická verze „Dreams“ objevila na albu The Cranberries Something Else. 
Melodický hlas Dolores O'Riordanové na nahrávce doprovázejí výrazné bubny. Doprovodné vokály na ní zpívá její tehdejší přítel Mike Mahoney. K písni byly natočeny tři různé verze videoklipu.
Coververze písně od Dario G z roku 2001 se pod názvem „Dream to Me“ umístila na devátém místě britské hitparády.